# Luisa Casatiová
Luisa Casatiová, rozená Luisa Adele Rosa Maria Ammanová (23. ledna 1881 Milán – 1. června 1957 Londýn) byla italská šlechtična, známá jako inspirátorka a mecenáška mnoha umělců.
Pocházela z podnikatelské židovské rodiny. Její otec, majitel textilní továrny Alberto Amman, byl roku 1887 povýšen do šlechtického stavu. Po předčasné smrti rodičů se stala jednou z nejbohatších žen v Itálii. V roce 1900 se provdala za markýze Camilla Casatiho Stampa di Soncino, měli dceru Cristinu, ale od roku 1914 žili odloučeně.
Od roku 1910 sídlila v Palazzo Venier dei Leoni v Benátkách, kde byla později umístěna Sbírka Peggy Guggenheimové, vlastnila také rezidence na ostrově Capri a v Le Vésinet u Paříže. Byla obdivovatelkou Ludvíka II. Bavorského a po jeho vzoru utrácela velké částky za umělecká díla, často velmi neobvyklá. V bohémských kruzích byla populární postavou, s oblibou se nápadně oblékala a líčila, obklopovala se exotickými zvířaty a pořádala okázalé večírky. Jedním z jejích milenců byl básník Gabriele d'Annunzio. Její portrét namalovali Giovanni Boldini, Kees van Dongen, Augustus John, Romaine Brooksová nebo Ignacio Zuloaga, fotografoval ji Man Ray i Cecil Beaton, futuristé ji označovali za svoji múzu. Šaty pro ni navrhovali Leon Bakst a Paul Poiret, tímto extravagantním stylem se inspirovali např. Coco Chanel, John Galliano nebo Karl Lagerfeld.
Za velké hospodářské krize přišla o většinu majetku a po zbytek života se musela výrazně uskromnit. Byla pohřbena na Brompton Cemetery v Londýně, na jejím náhrobku je vytesána věta ze Shakespearova dramatu Antonius a Kleopatra: „Věk nemá moci k ní, by uvadla, a nekonečnou něžnost jejích vnad ni zvyklost otupiti nemůže.“
Jack Kerouac o ní napsal báseň. Jejími životními osudy byla inspirována postava hraběnky Sanzianové ve filmu A Matter of Time, kterou hrála Ingrid Bergmanová.